# Lestes pallidus
Lestes pallidus é uma espécie de libelinha da família Lestidae.
Pode ser encontrada nos seguintes países: Botswana, Chade, Costa do Marfim, Etiópia, Gâmbia, Gana, Guiné-Bissau, Quénia, Malawi, Mali, Mauritânia, Moçambique, Namíbia, Níger, Nigéria, Senegal, Somália, África do Sul, Tanzânia, Uganda, Zâmbia, Zimbabwe e possivelmente em Burundi.
Os seus habitats naturais são: savanas áridas, savanas húmidas, matagal árido tropical ou subtropical, matagal húmido tropical ou subtropical, rios intermitentes, áreas húmidas dominadas por vegetação arbustiva, lagos de água doce intermitentes, marismas de água doce, marismas intermitentes de água doce e nascentes de água doce.